# 斯希丹

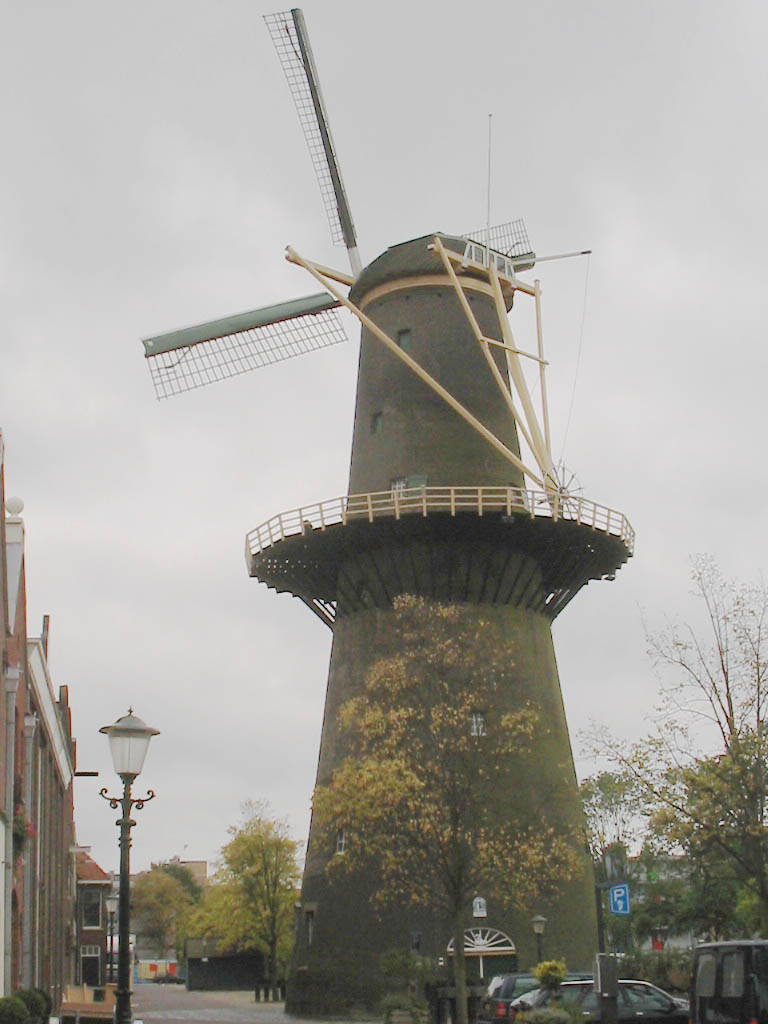
斯希丹的风车

斯希丹（荷蘭語：Schiedam，發音：[sxiˈdɑm] ⓘ，意为“斯希河坝”）是荷兰南荷兰省的市镇和城市。它是鹿特丹大都会区的一部分。该城位于鹿特丹以西，弗拉尔丁恩以东，代尔夫特以南，南与佩尔尼斯村通过比荷卢隧道相连。